# Bailables n.º 5
Bailables № 5 es el decimotercer álbum del arpista Hugo Blanco y su Conjunto, grabado en 1968 y el quinto volumen de esta serie "Bailables". De esta producción musical se extraen los éxitos: "Parque del Este", "La Palma de Coco" y "La Fiesta de los Caracoles", correspondientemente.

## Pistas
| N.º | Canción                                                                                     | Duración |
| --- | ------------------------------------------------------------------------------------------- | -------- |
| 1.  | "Parque del Este" Hugo Blanco                                                               |          |
| 2.  | "Mister Boogaloo" Hugo Blanco                                                               |          |
| 3.  | "La Enamorada de Un Amigo Mío" Roberto Carlos                                               |          |
| 4.  | "Chocolate Caliente" Hugo Blanco                                                            |          |
| 5.  | "Paseando por Sabana Grande (Dandy)" Ray Davies; Carl Ulrich Belcher                        |          |
| 6.  | "Abran la Puerta" Vidal Romero; Ricardo Díaz                                                |          |
| 7.  | "La Palma de Coco" Eliseo Herrera                                                           |          |
| 8.  | "Palma Soriano" Hugo Blanco; Bobby Cruz                                                     |          |
| 9.  | "La Fiesta de los Caracoles" Hugo Blanco                                                    |          |
| 10. | "Cóctel #1" Gonzalo Curiel/José Fernández/Leonard Bernstein/Wilson Choperena/Roberto Valdez |          |

(*)Cóctel #1: "Vereda Tropical", "Guantanamera", "América", "La Pollera Colora", "La Raspa"